# Isao Yoneda
 (juin 2025).
Si vous disposez d'ouvrages ou d'articles de référence ou si vous connaissez des sites web de qualité traitant du thème abordé ici, merci de compléter l'article en donnant les références utiles à sa vérifiabilité et en les liant à la section « Notes et références ».
Isao Yoneda (米田 功, Yoneda Isao, né le 20 août 1977 à Hambourg en Allemagne) est un gymnaste japonais.
Il grandit à Tokyo. Lors des Jeux olympiques de 2004, il remporte la médaille d'or par équipes.